# Echeandia leucantha
Echeandia leucantha là một loài thực vật có hoa trong họ Măng tây. Loài này được Klotzsch mô tả khoa học đầu tiên năm 1840.